# Сисогичи
Сисогичи (исп. Sisoguichi) — посёлок в Мексике, штат Чиуауа, входит в состав муниципалитета Бокойна. Численность населения, по данным переписи 2010 года, составила 1097 человек.

## Общие сведения
Поселение было основано в 1676 году миссионером-иезуитом Антонио Оренья под названием Sisoguichi, что с языка тараумара можно перевести как стрелы, являлось миссией по евангелизации коренных индейцев тараумара.
В конце XIX века в Сисогичи был построен кафедральный собор Девы Марии.

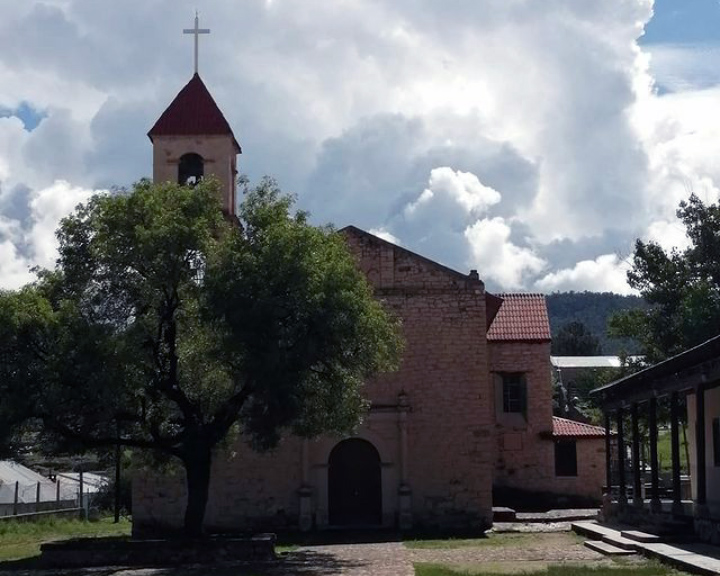
Собор в Сисигичи